# Le Chacal
Pour les articles homonymes, voir Chacal (homonymie).
Pour plus de détails, voir Fiche technique et Distribution.
Le Chacal (The Jackal) est un film anglophone réalisé par Michael Caton-Jones et sorti en 1997. Il s'agit d'une adaptation du roman Chacal (The Day of the Jackal) écrit par Frederick Forsyth et paru en 1971 en France dans la collection Mercure de France. Il avait déjà été adapté une première fois au cinéma dans un film réalisé par Fred Zinnemann et sorti en 1973.

## Synopsis
À Moscou, dans une boite de nuit, une opération conjointe est menée par le MVD et le FBI pour capturer Ghazzi, frère cadet du chef de la mafia tchétchène Terkek Murad. L'agent spécial Carter Preston (Sidney Poitier) collabore donc avec la major Valentina Koslova (Diane Venora). Ghazzi résiste et tente de poignarder Preston. Valentina s'interpose, Ghazzi tente de la poignarder et elle est obligée de l'abattre.
À Helsinki, le patron de la boite de nuit informe Terkek Murad de la mort de Ghazzi. Terkek l'exécute d'un coup de hache dans le crâne pour ne pas avoir secouru son frère. Pour venger la mort de Ghazzi, il engage un tueur à gages international surnommé « le Chacal » (Bruce Willis), afin d'assassiner un personnage américain proche du sommet du pouvoir dont l'identité n'est pas révélée. Le Chacal a un sang-froid extraordinaire, il est impitoyable et sans scrupule. Sa véritable identité est inconnue, il n'existe aucun portrait récent de lui. Il se grime et change d'apparence très souvent, il est donc presque impossible de l'identifier.
Le Chacal s'introduit au Canada, muni de plusieurs fausses identités. Valentina et Carter contactent deux personnes qui ont côtoyé le Chacal dans le passé : Declan Mulqueen (Richard Gere) et Isabella Zancona (Mathilda May). Declan est un tireur d'élite irlandais, ancien terroriste révolutionnaire de l'IRA, emprisonné aux États-Unis. Isabella est une ancienne militante basque, habitant aujourd'hui aux États-Unis et mariée à un Américain. Isabella et Declan étaient en couple avant la capture de ce dernier. Declan est une des rares personnes à connaître le visage du Chacal et donc à être capable de l'identifier. Les enquêteurs sont persuadés que la cible du Chacal est le directeur du FBI, Donald Brown (John Cunningham).
Carter propose à Declan sa mise en liberté provisoire en échange de son aide pour identifier et arrêter le Chacal. Declan accepte. Pour abattre sa cible, le Chacal achète une mitrailleuse lourde. Il passe commande dans une petite entreprise d'usinage de précision des métaux pour faire fabriquer un trépied télécommandé. Un informateur inconnu, avec lequel le Chacal est régulièrement en contact, l'avertit qu'il a été repéré et pris en chasse. Le Chacal tend un piège à ses poursuivants en empoisonnant les poignées de son véhicule. L'un des poursuivants meurt empoisonné. Le fabricant a compris que le matériel que le Chacal lui demande de fabriquer est destiné à un usage illégal. Lors de la visite suivante du Chacal, il lui fait comprendre ce qu'il a déduit et exige qu'il paie une somme supérieure à celle initialement convenue. Le Chacal accepte de payer le nouveau prix, mais demande en contrepartie de pouvoir tester le matériel dans un lieu désert. Le jour de l'essai dans une clairière, le fabricant est euphorique en voyant la mitrailleuse, télécommandée sur son trépied depuis un ordinateur portable et munie d'un imposant viseur à téléobjectif permettant de tirer à grande distance. Le Chacal lui ordonne de servir de cible mouvante pour faire la mise au point du système de guidage et l'abat. Le Chacal part sur un voilier et rejoint une course dont l'arrivée est à Chicago, gagnant ainsi les États-Unis. A l'arrivée, il croise Mulqueen qui le reconnaît, et tente alors de l'abattre. Il n'y parvient pas grâce à l'intervention de Valentina, et prend la fuite.
Preston parvient à identifier la taupe du service qui servait d'informateur au Chacal et le fait arrêter. Lui et Mulqueen découvrent que parmi ces informations se trouvaient un numéro d'accès aux fichiers du FBI, ce qui a permis au Chacal de trouver où habite Isabella. Là bas, alors que cette dernière a déjà été emmenée à Washington avec son mari et ses enfants, Valentina et l'agent Witherspoon (J. K. Simmons), gardant la maison, sont attaqués par le Chacal : Witherspoon est tué sur le coup, et Valentina mortellement blessée. Avant de mourir, elle transmet à Mulqueen un message du Chacal, qui le considère « incapable de protéger ses femmes ». Le Chacal va chez Douglas, un homme qu'il a rencontré plus tôt dans un bar gay ; à l'insu de ce dernier, il utilise son garage pour finaliser le montage de sa mitrailleuse dans le van. Alors que Douglas retourne chez lui, il trouve le Chacal regardant la télévision en mangeant, et lorsqu'une photo de l'une de ses identités est diffusée aux informations, celui-ci tue Douglas tout en continuant de manger paisiblement.
Alors que le Chacal fait ses derniers préparatifs, Mulqueen comprend par ses propos que la cible est la première dame des États-Unis, qui doit prononcer un discours public à l'occasion de l'inauguration d'un hôpital. Le van est garé près du podium des enceintes. Preston, Mulqueen et une équipe de militaires sont déployés discrètement sur la zone. Le Chacal, déguisé en policier, se tient à distance et affine la visée sur sa cible. Cependant, Mulqueen posté sur un toit repère le Chacal dans la foule et au moment où ce dernier s'apprête à presser le bouton de tir, tire au fusil de précision sur la mitrailleuse, détruisant la caméra de visée. Le Chacal ouvre alors le feu à l'aveugle, Preston sauvant la Première Dame de justesse. Mulqueen se lance à la poursuite du Chacal, tandis que le soldat qui l'accompagnait tire dans le réservoir du van pour le faire exploser, détruisant la mitrailleuse. Le Chacal s'enfuit dans le métro, abandonnant son habit de policier et se fondant dans la foule, mais est repéré par Mulqueen. Après une poursuite dans les tunnels du métro, et alors que le Chacal, ayant pris une otage, s'apprête à exécuter Mulqueen qu'il a forcé à s'agenouiller, Isabella survient et tire, blessant gravement le Chacal qui atteint cependant Mulqueen à l'épaule. Pendant que Isabella aide Mulqueen, le Chacal sort une autre arme. Voyant cela, Mulqueen attrape l'arme d'Isabella et tire plusieurs fois sur le Chacal, le tuant pour de bon.
Quelques jours plus tard, Preston et Mulqueen assistent à l'enterrement du Chacal dans une tombe anonyme. Preston révèle qu'il retourne en Russie pour poursuivre les gangsters ayant engagé le tueur. Il dit que la demande de libération de Mulqueen a été rejetée, mais qu'il sera probablement transféré dans une prison à sécurité minimale. L'héroïsme de Preston pour sauver la Première Dame a renforcé son influence au sein du FBI. Faisant allusion au plan de secours mis en place par Isabella pour permettre à Mulqueen de disparaître (une clé donnant accès dans une consigne de gare à de faux papiers et une importante somme d'argent), il tourne le dos à ce dernier, lui permettant ainsi de s'enfuir.

## Fiche technique
- Titre français et québécois : Le Chacal
- Titre original : The Jackal
- Réalisation : Michael Caton-Jones
- Scénario : Chuck Pfarrer, d'après l’œuvre de Frederick Forsyth
- Musique : Carter Burwell
- Montage : Jim Clark
- Décors : Michael White
- Costumes : Albert Wolsky
- Photographie : Karl Walter Lindenlaub
- Production : James Jacks, Sean Daniel, Michael Caton-Jones et Kevin Jarre
  - Production exécutive : Terence Clegg, Hal Lieberman, Gary Levinsohn et Mark Gordon
- Sociétés de production :
- Sociétés de distribution : Universal Pictures (États-Unis) ; UGC Fox Distribution (France)
- Budget : 60 millions de dollars (estimation)
- Pays de production :  États-Unis,  Royaume-Uni,  Canada,  Allemagne,  Japon
- Langues originales : anglais, russe, français
- Genre : action, thriller
- Durée : 124 minutes
- Dates de sortie :
  - États-Unis : 14 novembre 1997
  - France : 21 janvier 1998
- Classification :
  - États-Unis : R
  - France : tous publics avec avertissement

## Distribution
- Bruce Willis (VF : Patrick Poivey) : Le « Chacal » (The Jackal en VO)
- Richard Gere (VF : Richard Darbois) : Declan Mulqueen
- Sidney Poitier (VF : Med Hondo) : l'agent spécial Carter Preston
- Diane Venora (VF : Anne Canovas) : le major Valentina Koslova
- Mathilda May (VF : elle-même) : Isabella Zancona
- J. K. Simmons (VF : Mario Santini) : l'agent Timothy Witherspoon
- Jack Black (VF : Vincent Ropion) : Ian Lamont
- Richard Lineback : l'agent McMurphy
- John Cunningham (VF : Bernard Larmande) : le directeur du FBI Donald Brown
- David Hayman (VF : Igor de Savitch) : Terek Murad
- Ravil Isyanov (VF : Éric Herson-Macarel) : Ghazzi Murad
- Tess Harper (VF : Marie-Christine Adam) : la Première dame des États-Unis Emily Cowan
- Leslie Phillips (VF : Michel Ruhl) : Woolburton
- Stephen Spinella (VF : Laurent Natrella) : Douglas
- Serge Houde : Beaufres
- Jonathan Aris : Alexander Radzinski
- Daniel Dae Kim : Akashi
- Karen Kirschenbauer (VF : Frédérique Cantrel) : Speaker
- Sophie Okonedo (VF : Carole Franck) : la fille jamaïcaine
- Larry King (VF : Patrick Messe) : lui-même
- Michael Caton-Jones : l'homme dans la vidéo
- Richard Cubison (VF : Jean-Pierre Bagot) : le général Belinko
- Peter Sullivan (en) (VF : Guillaume Orsat) : Vasilov
- Walt MacPherson (en) (VF : Philippe Catoire) : Dennehey
- Yuri Stepanov (en) : Viktor Politovsky
- Murphy Guyer (en) : le représentant du NSC
- Steve Bassett (VF : Jean-Louis Cassarino) : George Decker
- Maggie Castle (VF : Sarah Marot) : Maggie, la fille prise en otage

## Production

### Attribution des rôles
Sean Connery, Liam Neeson et Matthew McConaughey ont été approchés pour jouer dans le film mais ils ont tous refusé. Richard Gere s'est vu aussi offrir le rôle du Chacal, tandis que Bruce Willis était originellement pressenti pour incarner Declan Mulqueen avant que leurs rôles ne soient inversés, ce qui fait l'un des très rares rôles de méchant pour l'acteur. Richard Dean Anderson, Alec Baldwin, Jeff Bridges, Gary Busey, Kevin Costner, Harrison Ford, Mel Gibson, Tommy Lee Jones, Michael Keaton, Liam Neeson, Ron Perlman, Dennis Quaid, Arnold Schwarzenegger, Steven Seagal, Sylvester Stallone et Patrick Swayze y étaient également envisagés pour le rôle du même personnage[réf. nécessaire].

### Tournage
Le tournage du film s'est déroulé du 19 août au 30 novembre 1996. Le tournage est émaillé par la mésentente entre Bruce Willis et Richard Gere. Selon le réalisateur Michael Caton-Jones, les deux acteurs se sont provoqués durant la production du film en commençant par un débat d'ordre pollitique, Willis étant républicain et Gere démocrate.

« Bruce demandait : "Pourquoi est-ce qu'il n'y aurait pas d'armes dans le film ?" Et Richard répondait : "Eh bien, en tant que libéral, je ne sais pas vraiment quoi en penser". Je devais jongler entre eux deux. C'était un combat entre eux pour avoir le plus d'attention et à la fin du plus long déjeuner de ma vie, je me suis dit : "Merci putain, ils ne partagent aucune scène" »

— Michael Caton-Jones.
Lors du tournage de la seule scène commune entre les deux têtes d'affiche, l'affrontement final dans les couloirs du métro filmé à Montreal, la séquence a pris du retard en raison d'une dispute entre les deux hommes pour être le dernier à quitter leur caravane pour le tournage du film, provoquant la colère du réalisateur et se mettent à hurler sur eux deux en disant qu'ils « se comportaient comme deux enfants », mais Willis et Gere ont prétendu « n'avoir aucune idée » de ce dont il parlait. Malgré cela, Caton-Jones apprécie Gere, le qualifiant de « un des acteurs les plus intelligents » avec qui il a tourné, car « il veut toujours savoir quelle taille d'objectif vous utilisez, car il sait comment cela peut affecter ce qui est à l'écran » et serait prêt à retravailler avec lui.
Lieux de tournage
 Sauf indication contraire, les informations mentionnées dans cette section peuvent être confirmées par la base de données cinématographiques IMDb,  présente dans la section « Liens externes ».
- En Finlande :
  - À Porvoo
  - À l'aéroport d'Helsinki-Vantaa
  - À Helsinki
    - Dans la Kapteeninkatu et la Tehtaankatu à Ullanlinna
    - À Valkosaari
- Aux États-Unis :
  - À Washington (district de Columbia)
  - À Richmond en Virginie
  - Dans le comté de Colleton, dans le comté de Dorchester, à Summerville et à Charleston en Caroline du Sud
  - À Wilmington en Caroline du Nord
  - À Los Angeles et à Marina Del Rey en Californie
  - À l'aéroport international O'Hare et au Club de Yacht du Burnham Park à Chicago dans l'Illinois
- Au Québec :
  - À la station de métro Lionel-Groulx et à la station de métro Radisson à Montréal
  - À l'aéroport international Montréal-Mirabel
  - À Duvernay
- À Londres
- À Moscou

## Bande originale
Sauf indication contraire ou complémentaire, les informations mentionnées dans cette section proviennent du générique de fin de l'œuvre audiovisuelle présentée ici.
- Star par Primal Scream de 1997.
- Going Out of My Head (en) par Fatboy Slim de 1997.
- Shineaway par Richard Butler.
- Swallowed par Bush de 1996.
- Get Higher par Black Grape de 1997.
- Demon's Theme par LTJ Bukem.
- Sunray 2 par Goldie et J Majik (en).
- Superpredators (Metal Postcard) par Massive Attack de 1997.
- Quédate Aquí par Mariachi Ameca.
- Wonderwall par The Mike Flowers Pops (en) de 1995.
- The Western.
- It's Over, It's Under par Dollshead (en).
- Red Tape par Agent Provocateur.
- Warsovienne.
- Jackalmouse.
- Endtrack.
- Wild Jackal.

Musiques non mentionnées dans le générique
- Poison par The Prodigy de 1995.
- Joyful Girl par Ani DiFranco de 1996.
- Shining par Moby.
- Toothache par The Charlatans.
- Leave You Far Behind par Lunatic Calm.
- Raw Power par Apollo 440.

## Accueil

### Accueil critique
Sur l'agrégateur américain Rotten Tomatoes, le film récolte 23 % d'opinions favorables pour 30 critiques. Sur Metacritic, il obtient une note moyenne de 36⁄100 pour 20 critiques.

### Box-office
Le film sort le 14 novembre 1997 aux États-Unis dans une combinaison de départ de 2 193 salles et prend directement la première place du box-office avec 15 164 595 $ de recettes lors de son premier week-end d'exploitation. Il n'est jamais distribué au-delà de 2 309 salles et rapporte au total 54 930 280 $ au box-office américain. Le long-métrage fonctionne davantage à l'international que sur le territoire américain avec 104 400 000 $ de recettes, pour un cumul mondial à 159 330 280 $.
En France, le film sort le 28 janvier 1998 dans 435 salles et occupe la deuxième place du box-office lors de sa première semaine d'exploitation avec 420 487 entrées. Il atteindra le seuil de 442 salles durant toute son exploitation avec un résultat de 1 148 915 entrées.

## Distinctions

### Récompenses
- 1998 : Bogey Awards

### Nominations
- 1998 : Blockbuster Entertainment Awards

## Autour du film
C'est le dernier film dans lequel apparait Sidney Poitier.

### Autres adaptations
- Le film Chacal, sorti en 1973, avec Edward Fox et Michael Lonsdale, est beaucoup plus proche du scénario du livre d'origine.
- The Day of the Jackal, série télévisée de 2024